# Шамба-Шакая, Манана Петровна
Шамба-Шакая, Манана Петровна  (абх. Шамҧҳа — Шакаиа, Манана Петр-иҧҳа; 17 июня 1956, Сухум, Абхазская АССР) — сопрано, народная артистка Республики Абхазия

## Биография
Манана Петровна Шамба-Шакая родилась в городе Сухум. После окончания 3-й Сухумской средней школы в 1972 году поступила в Сухумское музыкальное училище по классу «вокал». Будучи ещё студенткой, в 1974 году была принята в Государственную хоровую капеллу, где и по сегодняшний день работает солисткой хора.
Во время отечественной войны в Абхазии, вместе с супругом Райко Шакая и 14 летней дочерью Асидой Шакая, была участницей ансамбля, «Аиаира» дававшего концерты войнам на передовой, а 13 летний сын Руслан Шакая работал в госпитале санитаром.
Семья Мананы Шамба — это яркие представители абхазской культуры.
В 1991 году была удостоена звания «Заслуженный артист Абхазской АССР». С 1995 года Манана Шамба является солисткой Абхазской государственной филармонии им. Р. Д. Гумба. С 1999 года преподаёт в Сухумском государственном музыкальном училище им. А. Чичба по классу «вокал».
Манана Петровна является председателем Попечительского Совета КБФ «Ашана». Благотворительный Фонд создан для оказания помощи тяжелобольным детям Абхазии.
Долгие годы великолепное сопрано Мананы Шамба украшает программы концертов в Государственном концертном зале Пиундского храма.
В репертуаре певицы произведения западноевропейских и русских композиторов: И. Баха, Дж. Перголези, Дж. Каччини, Л. Люцци, В. Маршнера, Ц. Кюи, Н. А. Римского-Корсакова, П. И. Чайковского, а также произведения абхазских композиторов А. Чичба, В. Царгуша, Н. Чанба и др.
В 2013 году удостоена звания «Народная артистка Республики Абхазия»

## Семья
- Муж: Шакая Райко, заслуженный артист Абхазии, кавалер Орден «Ахьдз-Апша» («Честь и слава») III степени
  - Дочь: Шакая Асида, заслуженная артистка Абхазии, солистка Абхазской Госудасрственной филармонии и Абхазской Капеллы, выпускница Ростовской Государственной Консерватории по классу вокала.
  - Сын: Шакая Руслан, актёр театра и кино, окончил АГУ, театральный факультет, класс Кове В. М. Бывший участник команды (Нарты из Абхазии)